# Wojskowy ośrodek medycyny prewencyjnej
Wojskowy ośrodek medycyny prewencyjnej (WOMP lub — dla odróżnienia od wojewódzkiego ośrodka medycyny pracy — WOMPrew) – jednostka organizacyjna Wojskowej Służby Zdrowia działająca w formie jednostki budżetowej, o statusach podmiotu leczniczego niebędącego przedsiębiorcą posiadającego w swojej strukturze medyczne laboratorium diagnostyczne, a także zakładu leczniczego dla zwierząt.

## Zadania
W obecnym kształcie ośrodki powstały na bazie wcześniej istniejących wojskowych ośrodków weterynaryjnych oraz wojskowych stacji sanitarno-epidemiologicznych. Udzielają one świadczeń zdrowotnych żołnierzom i pracownikom wojska, prowadzą działalność inspekcyjną, diagnostyczną i leczniczą polegającą na promocji zdrowia, profilaktyce zdrowotnej, nadzorze epidemiologicznym i diagnostyce laboratoryjnej.
Ośrodki realizują zadania w zakresie:
- wojskowej inspekcji sanitarnej,
- wojskowej inspekcji weterynaryjnej,
- wojskowej inspekcji farmaceutycznej,
- rozpoznania zagrożeń czynnikami biologicznymi.

Dysponują w tym celu zapleczem diagnostyczno–laboratoryjnym oraz przygotowane są do skutecznej osłony przeciwepidemicznej i przeciwepizootycznej wojsk na ich obszarach właściwości terytorialnej.

## Podległość, nadzór i kontrola
Bezpośrednie zwierzchnictwo generalne, w imieniu Ministra Obrony Narodowej stanowiącego dla ośrodka organ tworzący podmiotu leczniczego, a także nad ośrodkiem jako jednostką organizacyjną wojska, pełni dyrektor Departamentu Wojskowej Służby Zdrowia MON. 
Natomiast nadzór operacyjny nad działalnością pionów wojskowych inspekcji: sanitarnej, weterynaryjnej i farmaceutycznej pełnią powołani w ramach Departamentu odpowiednio: Główny Inspektor Sanitarny Wojska Polskiego (lub w jego imieniu Szef Wojskowej Inspekcji Sanitarnej — Zastępca Głównego Inspektora Sanitarnego Wojska Polskiego), Szef Służby Weterynaryjnej - Inspektor Weterynaryjny Wojska Polskiego i Naczelny Inspektor Farmaceutyczny Wojska Polskiego (lub jego zastępca).
Niezależnie od tego, ze względu na posiadane statusy ośrodek podlega dodatkowo kontroli organów rejestrowych: jako zakład leczniczy dla zwierząt − organów właściwej okręgowej izby lekarsko-weterynaryjnej, jako podmiot leczniczy −  właściwego wojewody, a jego medyczne laboratorium diagnostyczne − dodatkowo kontroli organów Krajowej Izby Diagnostów Laboratoryjnych.
Wsparcie i koordynację działalności ośrodków pod względem merytorycznym zapewniają: Wojskowy Instytut Higieny i Epidemiologii im. gen. Karola Kaczkowskiego wraz z jego zamiejscowym Ośrodkiem Diagnostyki i Zwalczania Zagrożeń Biologicznych, działające w ramach Wojskowego Instytutu Medycznego: Zakład Zdrowia Publicznego, Epidemiologii i Wakcynologii oraz Zakład Epidemiologii i Medycyny Tropikalnej z/s w Gdyni, a także Wojskowy Ośrodek Farmacji i Techniki Medycznej w Celestynowie.

## Obszary właściwości terytorialnej
Istnieje pięć wojskowych ośrodków medycyny prewencyjnej, których obszary właściwości terytorialnej zostały wyznaczone w oparciu o podział administracyjny kraju:
- Wojskowy Ośrodek Medycyny Prewencyjnej w Bydgoszczy – województwo kujawsko-pomorskie, łódzkie, wielkopolskie, powiat drawski, powiat wałecki i powiat szczecinecki (85-915 Bydgoszcz, ul. Gdańska 147)
- Wojskowy Ośrodek Medycyny Prewencyjnej w Gdyni – województwo pomorskie, zachodniopomorskie z wyłączeniem powiatu drawskiego, wałeckiego i szczecineckiego, okręty Marynarki Wojennej (81-103 Gdynia, ul. Grudzińskiego 4)
- Wojskowy Ośrodek Medycyny Prewencyjnej w Krakowie – województwo lubelskie, małopolskie, podkarpackie, świętokrzyskie (30-901 Kraków, ul. Odrowąża 7)
- Wojskowy Ośrodek Medycyny Prewencyjnej w Modlinie – województwo mazowieckie, podlaskie, warmińsko- mazurskie oraz jednostki wojskowe realizujące zadania poza granicami państwa (05-100 Nowy Dwór Mazowiecki, ul. Leśna 4 D)
- Wojskowy Ośrodek Medycyny Prewencyjnej we Wrocławiu – województwo dolnośląskie, lubuskie, opolskie, śląskie (50-984 Wrocław, ul. Ślężna 158)